# Nema (Russland)
Nema (russisch Не́ма) ist eine Siedlung städtischen Typs in der Oblast Kirow in Russland mit 3650 Einwohnern (Stand 14. Oktober 2010).

## Geographie
Der Ort liegt etwa 130 km Luftlinie südsüdöstlich des Oblastverwaltungszentrums Kirow am linken Ufer des linken Wjatka-Nebenflusses Nemda.
Nema ist Verwaltungszentrum des Rajons Nemski sowie Sitz der Stadtgemeinde Nemskoje gorodskoje posselenije. Neben der Siedlung gehören zur Gemeinde die umliegenden Dörfer Arskoje, Britkino, Jelowschtschina, Konowalowo, Michino, Nesamai, Nikolajewka, Pisman, Prokoschewo, Wachruschi, Werchoruby und Worontschichino sowie die Siedlung Berjosowka, von denen nur Nesamai (3 km westsüdwestlich) und Werchoruby (6 km westnordwestlich) mehr als 100 Einwohner haben (Stand 14. Oktober 2010).

## Geschichte
Der Ort wurde 1710 gegründet. Ab Ende des 18. Jahrhunderts gehörte er zum Ujesd Nolinsk des Gouvernements Wjatka und wurde im 19. Jahrhundert als Nemskoje Sitz einer Wolost.
Am 14. Januar 1929 wurde Nema Verwaltungssitz eines neu geschaffenen, nach ihm benannten Rajons. 1981 erhielt der Ort den Status einer Siedlung städtischen Typs.

### Bevölkerungsentwicklung
| Jahr | Einwohner |
| ---- | --------- |
| 1897 | 571       |
| 1939 | 1549      |
| 1970 | 2224      |
| 1979 | 3524      |
| 1989 | 4141      |
| 2002 | 3916      |
| 2010 | 3650      |

Anmerkung: Volkszählungsdaten

## Verkehr
Nema liegt an der Regionalstraße 33K-016, die 25 km nordwestlich von der 33K-002 Kirow – Wjatskije Poljany abzweigt und weiter in das südöstlich benachbarte Rajonzentrum Kilmes führt. In dieser Richtung befindet sich gut 80 km entfernt auch die nächstgelegene Bahnstation Sjurek an der Strecke von Ljukschudja bei Ischewsk nach Kilmes, bereits in der benachbarten Republik Udmurtien.